# GOL Sniper Magnum
GOL Sniper Magnum là loại súng bắn tỉa sử dụng thoi nạp đạn trượt được phát triển bởi công ty Gol-Matic GmbH của Đức. Loại súng này có thể dùng trong việc tác chiến cũng như thể thao.

## Thiết kế
Khẩu súng được thiết kế bởi người làm súng chuyên nghiệp Gottfried Prechtl, người chuyên chỉnh sửa các loại súng của Mauser. Hệ thống thoi nạp đạn trượt được thiết kế dựa theo khẩu Mauser M 98 Magnum từng được sử dụng trong thế kỷ 19 với tên Mauser Gewehr 98. Mỗi khẩu súng khác nhau được thực hiện tùy chỉnh theo nhu cầu của người mua trong việc sử dụng để tác chiến hoặc thể thao với nhiều hình dạng khác nhau. Bán súng là từ gỗ cây óc chó của Sto-Con dính liền với thân súng gắn nòng súng và thoi nạp đạn của Lothar Walther. Gỗ cây óc chó khá linh hoạt với các chấn động vì thế giúp làm giảm độ giật khi bắn.